# Азорски острови
Азарските острови (на португалски: Região Autónoma dos Açores) са група от 9 вулканични острова и много рифове в Атлантическия океан, принадлежащи на Португалия и представляващи неин автономен регион.
Имат население от 245 746 жители (към 2012 г.) и обща площ от 2333 km².
Името на островите вероятно произхожда от старата португалска дума „azures“, означаваща лазур, искрящо синьо. Според друга версия името им идва от „аçor“ – ястреб (счита се, че арабите ги назовали Ястребови острови). Според легендата моряците следвали ястребите, които летели към своите гнезда и така им указали пътя към бреговете. Но не е установено островите да са били обитавани от тези птици.

## Географска характеристика
Островите са разположени на 1500 km западно от Португалия и на около 3900 km от източния бряг на Северна Америка. Състоят се от 9 големи острова, като Сан Мигел (770 km²), Терсейра (578 km²), Пику (455 km²) и Фаял (165 km²), и множество рифове с обща площ 2333 km². Главните градове са Понта Делгада на о. Сан Мигел и Ангра ду Ероижму на о. Терсейра.

### Релеф, геоложки строеж
Островите имат вулканичен произход. Изградени са от базалти и гранити. Имат планински релеф. Най-висок връх е Пику (2351 м), явяващ се най-високата точка на цяла Португалия. Има чести земетресения. Бреговете са предимно стръмни, на места отвесни. Има разнообразни проявления на съвременен вулканизъм (особено в района на калдерата Фурнаш на остров Сан Мигел) и изобилие от термални минерални извори.

### Климат, флора
Архипелагът има океански субтропичен климат с малка годишна температурна амплитуда. Дневните максимални температури обикновено са между 15 °C и 25 °C. Годишната сума на валежите се увеличава от изток на запад и варира от 700 до 1600 mm средно, като достигат 6300 mm на връх Пику. Средна януарска температура 140С, а през юли – 220С. Валежи – около 800 – 1100 mm. Растителността е представена от вечнозелени гори и храсти и множество подивели интродуцирани растения.
| Климатични данни за Азорски острови   | Климатични данни за Азорски острови | Климатични данни за Азорски острови | Климатични данни за Азорски острови | Климатични данни за Азорски острови | Климатични данни за Азорски острови | Климатични данни за Азорски острови | Климатични данни за Азорски острови | Климатични данни за Азорски острови | Климатични данни за Азорски острови | Климатични данни за Азорски острови | Климатични данни за Азорски острови | Климатични данни за Азорски острови | Климатични данни за Азорски острови |
| Месеци                                | яну.                                | фев.                                | март                                | апр.                                | май                                 | юни                                 | юли                                 | авг.                                | сеп.                                | окт.                                | ное.                                | дек.                                | Годишно                             |
| Абсолютни максимални температури (°C) | 20,2                                | 20,4                                | 22,8                                | 22,6                                | 23,2                                | 25,6                                | 28,2                                | 28,8                                | 28,6                                | 26,2                                | 25,5                                | 22,6                                | 28,8                                |
| Средни максимални температури (°C)    | 16,8                                | 16,6                                | 17,0                                | 17,7                                | 19,1                                | 21,4                                | 23,9                                | 25,3                                | 24,3                                | 21,9                                | 19,4                                | 17,8                                | 20,1                                |
| Средни минимални температури (°C)     | 12,2                                | 11,5                                | 12,0                                | 12,3                                | 13,6                                | 15,8                                | 17,8                                | 19,0                                | 18,4                                | 16,5                                | 14,3                                | 12,9                                | 14,7                                |
| Абсолютни минимални температури (°C)  | 4,4                                 | 3,7                                 | 4,2                                 | 5,5                                 | 6,6                                 | 8,3                                 | 12,0                                | 13,0                                | 12,2                                | 10,4                                | 7,6                                 | 6,2                                 | 3,7                                 |
| Средни месечни валежи (mm)            | 96,9                                | 84,0                                | 87,7                                | 76,7                                | 72,0                                | 39,6                                | 26,6                                | 46,1                                | 91,9                                | 108,5                               | 108,7                               | 146,9                               | 985,6                               |
| ------------------------------------- | ----------------------------------- | ----------------------------------- | ----------------------------------- | ----------------------------------- | ----------------------------------- | ----------------------------------- | ----------------------------------- | ----------------------------------- | ----------------------------------- | ----------------------------------- | ----------------------------------- | ----------------------------------- | ----------------------------------- |
| Източник: Instituto de Meteorologia   |                                     |                                     |                                     |                                     |                                     |                                     |                                     |                                     |                                     |                                     |                                     |                                     |                                     |

## Стопанство
Главен стопански отрасъл е селското стопанство с развито овощарство – банани, кайсии, ананаси, грозде, цитрусови, и градинарство – включително зеленчуци за експорт. Развито е винарството. Азорските острови са важна база за морските и въздушни трансатлантически линии между Европа и Африка, от една страна, и Америка от друга. Военноморска база.